# Coptis teeta
Coptis teeta es una rara especie de plantas de la familia de las ranunculáceas.

## Hábitat
Es una especie de importancia en la medicina tradicional china. Conocida en China como hong-lan y en la India como mishmee-teeta, su rizoma se utiliza como antibiótico y antiinflamatorio. Un número de factores que contribuyen a que se encuentre en peligro de extinción. Es endémica de un área muy pequeña de la zona oriental del Himalaya, donde su hábitat está disminuyendo rápidamente, debido en parte a la deforestación, es excesivamente recolectado para uso medicinal, y su éxito reproductivo es bajo. La planta se cultiva a pequeña escala en Yunnan, mediante las técnicas que tienen por objeto conservar la especie en su hábitat natural. El pueblo Lisu de la zona gana mucho de sus ingresos a partir de cultivo de la planta, que crece según el uso tradicional de los métodos de agrosilvicultura que tienen pocos efecto adversos sobre la ecosistema.

## Descripción
Es una planta con pecíolo de 8 – 19 cm, glabros, hojas con base cordiforme; segmentos laterales subsessiles a peciolados, más corto que el central, oval oblicua, partidos de manera desigual; segmento central peciolado, oval-rómbico, dividido pinnadamente; segmentos de 3 a 6 pares, con margen serrado, ápice atenuado. Inflorescencias con 3 - 5-flores; brácteas elípticas, 5 sépalos de color amarillo verdoso. Pétalos espatulados de 5,4 - 5,9 mm, glabros, ápice redondeado a obtuso. Estambres 3 de 3,3 mm. 

## Usos medicinales
Es una especie de importancia en la Fitoterapia china. Es conocida como Hilo de Oro de Yunnan (Chino: 云南黄连), Su rizoma se utiliza como antimicrobiano y antiinflamatorio.